# Großsteingräber bei Sembzin
Die Großsteingräber bei Sembzin waren mindestens zwei megalithische Grabanlagen der jungsteinzeitlichen Trichterbecherkultur bei Sembzin, einem Ortsteil von Klink im Landkreis Mecklenburgische Seenplatte (Mecklenburg-Vorpommern). Sie wurden im 19. Jahrhundert zerstört. Ihre genaue Lage ist nicht überliefert. Auch über Ausrichtung, Maße und Grabtyp liegen keine näheren Informationen vor. Nach Friedrich Franz Elias von Kardorff und Johann Ritter war eines der Gräber 1847 noch gut erhalten, während ein zweites, benachbartes Grab bereits dem Lehm- und Mergelabbau zum Opfer gefallen war. Robert Beltz führte 1899 auch das andere Grab als ausgegangen. In der näheren Umgebung gab es ursprünglich noch weitere Großsteingräber: Nördlich von Sembzin lagen die ebenfalls im 19. Jahrhundert zerstörten Großsteingräber bei Klink, westlich befindet sich das noch erhaltene Großsteingrab Wendhof.